# Торренс (судно)
Торренс (англ. Torrens, 1875—1910) — судно, призначене для перевезення пасажирів і вантажів між Лондоном і Порт-Аделаїдою, Південна Австралія. Це був найшвидший корабель, який плавав на цьому маршруті. Останній вітрильником, на якому Джозеф Конрад служив перед тим, як почати свою письменницьку кар'єру.

## Історія корабля
Торренс був побудований Джеймсом Лейнгом із Сандерленда відповідно до специфікацій капітана Генрі Роберта Енджела (1829 — червень 1923). Судно було композитної конструкції (тобто зі сталевим каркасом) з тиковою дошкою;68 метрів довжина, 12 метрів ширина і глибина 6,6 м і 1276 тонн нетто. Торренс був «сильно озброєний і мав головну небесну верфь. Протягом багатьох років це було єдине судно із шиповими вітрильними штангами, що діяло в австралійській торгівлі».
Ймовірно, що судно було названо на честь полковника Роберта Торренса, основного представника економічних переваг колоніальної торгівлі дев'ятнадцятого століття. Старша дочка Ангела (Емілі) Флорес Анхель (1856—1948) виконала традиційне розбиття пляшки на церемонії запуску.

## Пасажири
На Торренс проживання було лише для пасажирів першого та другого класів. Крім екіпажу, судно везло «хірурга, стюардесу і хорошу корову». Ще однією розкішшю, яку оцінили б пасажири, був крижаний будинок. Під час зворотного плавання вона зупинялася в Кейптауні, острові Святої Єлени і Вознесіння.
Судно перевозило й відомих пасажирів, але особливо заслуговує згадки один: перший служитель Меморіальної церкви Стоу, помер на борту 22 серпня 1876 року, коли вони наближалися до Лондона. Він мав погане здоров'я і повертався до Англії в надії на одужання.

## Ранні подорожі
Торренсом керував Елдер, Сміт і Ко, а шкіпером був Енджел, який, як командир флоту. П'ятнадцять подорожей до Аделаїди було без серйозних інцидентів; а найшвидший час від Плімута до порту Аделаїди становив 65 днів, а найповільніший — 85, із середнім показником 74 — набагато краще, ніж будь-який інший корабель того періоду.

## Пізніші роки

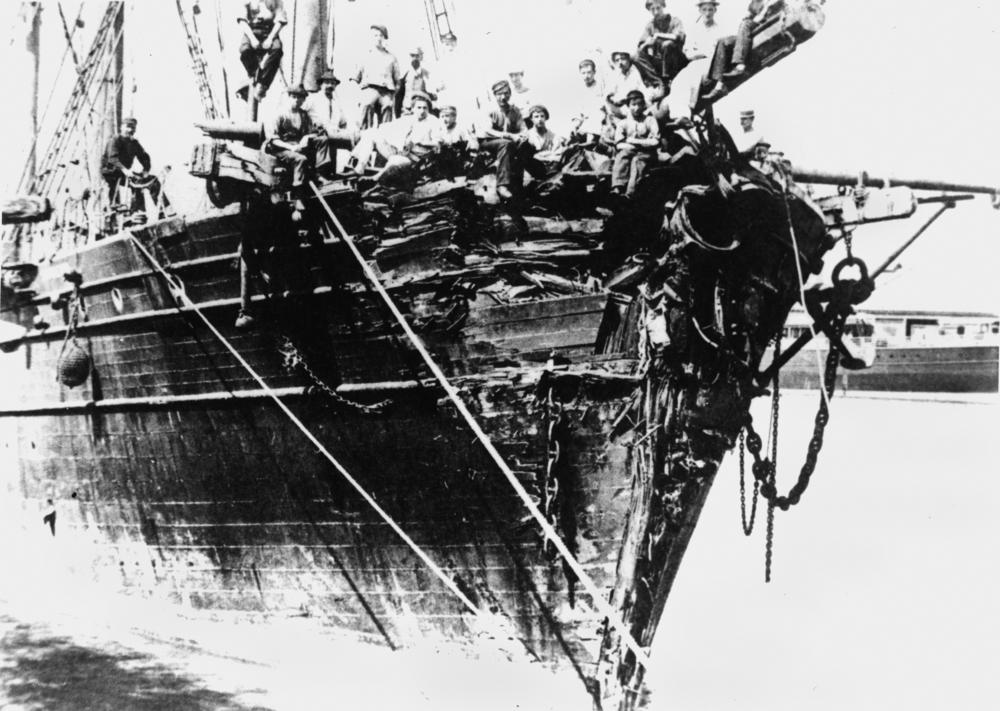
Торренс, пошкоджений після зіткнення з айсбергом

У 1890 році вирішили відмовитися від активного морського життя і передали командування капітану У. Х. Коупу. З цього моменту доля корабля змінилася. У 1891 році вона втратила фок-щоглу і головну топ-щоглу, під час переобладнання в Пернамбуку на борту виникла пожежа. Капітан Фолкленд Енджел прийняв її командування в 1896 році. Увечері 11 січня 1899 року судно врізалося в айсберг близько 40 км на південний захід від островів Крозе і, накульгуючи, увійшло в Аделаїду.

## Фігурант
Коли Торренс зіткнувся з айсбергом і втратив фок-щоглу, стрілу і бушприт. У 1973 році дві експедиції ANARE виявили втрачену безголову фігуру в затоці Селлік, на середньому західному узбережжі острова Маккуорі. Існують деякі припущення, що ця пошкоджена фігура жінки могла належати Торренсу. Хоча острів Маккуорі знаходиться на значній відстані від місця зіткнення в Крозе, цілком можливо, що Антарктична циркумполярна течія могла перенести його на таку відстань.

## Літературні зв'язки
Джозеф Конрад був старшим офіцером Торренса з листопада 1891 по червень 1893 під керівництвом Коупа. Саме під час одного зі своїх двох подорожей до Австралії він показав одному чернетку рукопису свого першого роману «Глупство Альмайера». У березні 1893 року, повертаючись з порту Аделаїди до Кейптауна, Конрад зав'язав дружбу з Едвардом Ланселотом Сандерсоном і майбутнім лауреатом Нобелівської премії з літератури Джоном Голсуорсі. Голсуорсі плив з наміром зустрітися з Робертом Луїсом Стівенсоном, але випадково зустрів Конрада.
«Корабель блискучих якостей — те, як корабель дозволяв великим морям прослизати під нею, було приємно дивитися. Він настільки нагадував виставку розумної витонченості та безпомилкової майстерності, що міг зачарувати навіть моряків з наших пасажирів».
Загальновизнано, що «Торренс» був останнім кораблем Конрада, він прослужив кілька тижнів у 1893—1894 роках.

## Епілог
У 1906 році Торренс був проданий за 1500 фунтів стерлінгів (будівництво її коштувало 27257 фунтів стерлінгів) італійській судноплавній лінії, але після того, як її висадили на берег, її відправили на суднорозбійні підприємства. Однак судно настільки захопило своїм естетичним виглядом, що судно відремонтували. Незабаром Торренс знову сів на мілину. Був остаточно розбитий в Генуї в 1910 році
Після відходу від активного морського життя Енджел створив фабрику з виплавки руди в Стратфорді, Лондон. Він пішов на пенсію в Південний Девон і дожив до 93 років, померши в Лас-Пальмасі після того, як поранився в результаті падіння на борту. Пароплав возив його до улюбленого місця відпочинку. За однією з розповідей, Була погана погода, і він відмовився спускатися під палубу. Його старший син, Фолклендський Ангел, був біля його ліжка перед смертю, ймовірно, від пневмонії.
Брат Angel, Річард Angel, також був морський капітан який — то ноти, командуючи Верулам і Beltana. Хоча явно був сильний капітан і здібний моряк, він був нестриманим у звичках і був відсторонений від роботи на два роки після того, як посадив Beltana на мілину на острові Кенгуру в 1871 році, не повідомив про пошкодження і сфальсифікував журнал. Пізніше він знайшов роботу напарником Тонгоя, чий капітан був убитий у Семафорі.

## У мистецтві та торгівлі
- На польській поштовій марці, випущеній у 1957 році, були зображені Джозеф Конрад і Торренс.[11]
- A. Simpson and Company виготовила латунний протипожежний екран із зображенням Торренса під вітрилами.
- Художня галерея Нової Шотландії зберігає олійну картину Джека Л. Грея «На палубі корабля Торренс».
- Монтегю Доусон написав картину Торренс у морі[12].
- Велика масштабна модель Торренса виставлена в Художній галереї та музеї Сандерленда, Сандерленд, Тайн енд Вір, Велика Британія, де вона була побудована.
- «Долар морського фестивалю», випущений Британською Колумбією в 1978 році до 200-річчя капітана Кука, на реверсі зображено Clipper Torrens[13]